# Blaue Nesselqualle

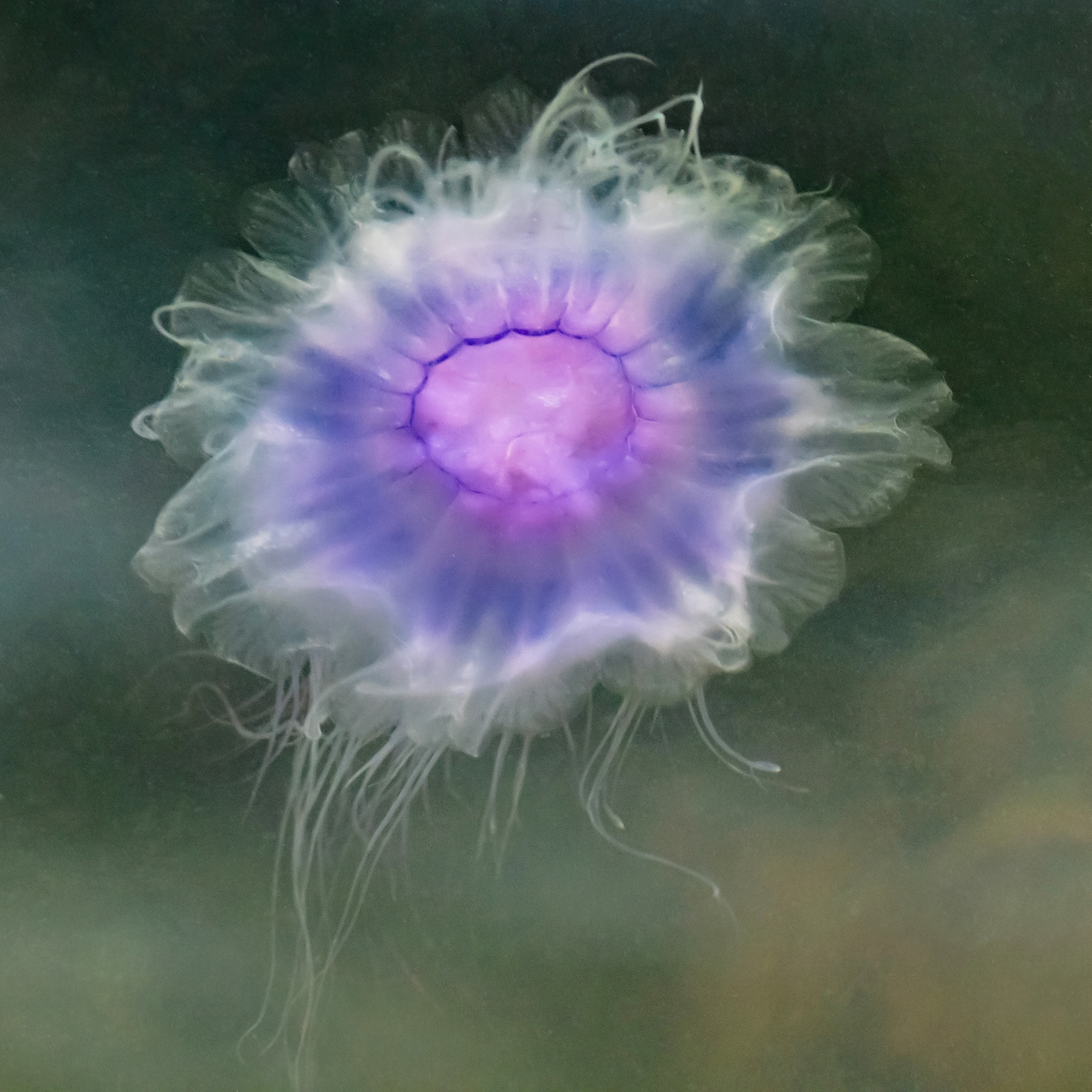

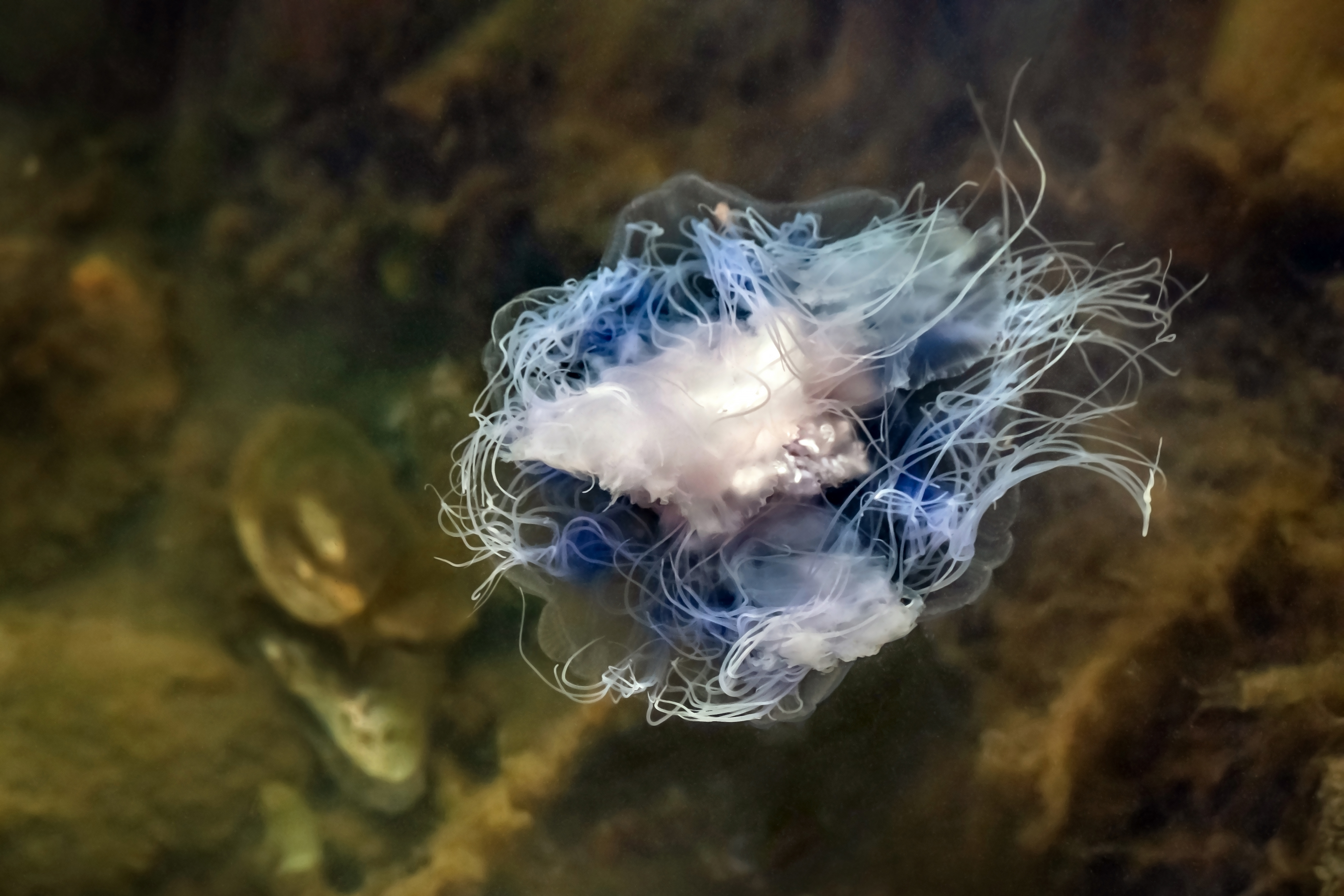

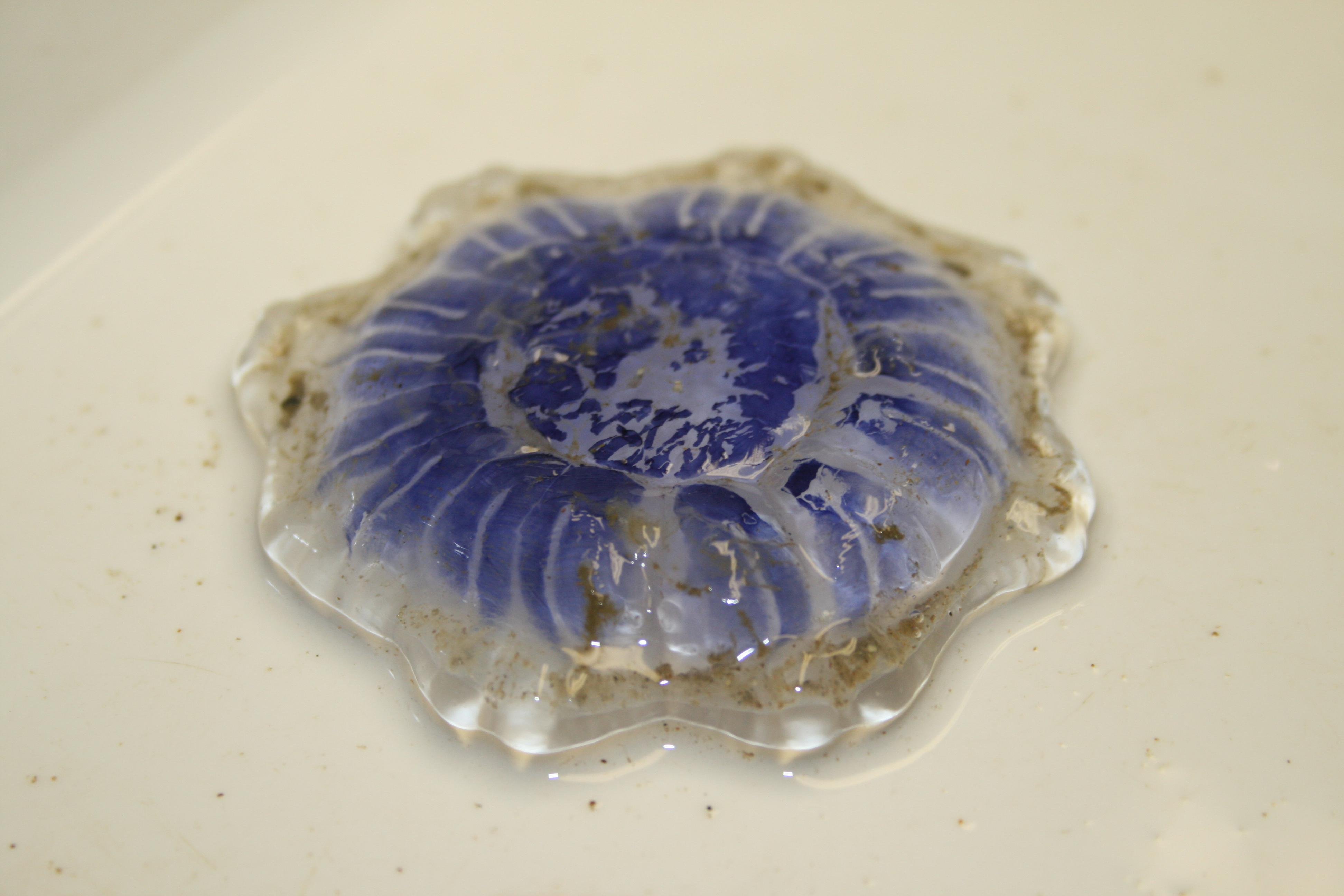

Die Blaue Nesselqualle (Cyanea lamarckii) ist eine Art aus der Ordnung der Fahnenquallen. Die auffällige Art findet sich auch in Nord- und Ostsee, wo sie neben der Gelben Haarqualle (Cyanea capillata) und der Kompassqualle (Chrysaora melanaster) eine der wenigen Quallenarten darstellt, die häufiger auftreten und auch dem Menschen unangenehm werden können.
Das Berühren der Tentakel löst die Nesselzellen aus, die mit dem Nesselschlauch die Haut durchdringen und ein Gift injizieren. Die Haut errötet und schwillt punktuell an. Auch allergische Reaktionen sind möglich.

## Beschreibung
Die Blaue Nesselqualle hat einen Schirmdurchmesser von bis zu 30 Zentimetern, ihr Schirm ist im Zentrum stark verdickt und dünnt zum Rand hin aus.
Auf der Unterseite des Schirms finden sich hohle Tentakeln in acht hufeisenförmigen bis rechteckigen Gruppen zu je 40 bis 60 Stück, die bei sehr großen Exemplaren bis zu 100 Zentimeter lang werden können. Aus der Oberfläche des Schirmes stehen Nesselzellen in Gruppen hervor. Ungeachtet ihres Namens variiert die Färbung von durchsichtig zu blassgelb beziehungsweise blassbraun über grau hin zu hellblau oder violett, junge Exemplare sind häufig noch farblos. Bei stark blau gefärbten Exemplaren wird die innere Struktur des Schirmes deutlich nachgezeichnet.
Das mittig an der Unterseite des Schirms liegende, kurze und dicke Manubrium (die Mundröhre) geht über in vier breite und vorhangähnlich gefaltete Lippen, die gelb bis weißlich gefärbt sein können; die dicken Mundarme sind etwas kürzer als der Schirmdurchmesser. Die vier blass rosa Gonaden liegen um die Mundarme herum und hängen frei von der Unterseite des Schirms herab.
Die Blaue Nesselqualle ähnelt der verwandten Gelbe Haarqualle (Cyanea capillata). Von dieser ist sie zu unterscheiden anhand ihrer Größe (C. capillata erreicht bis zu 50 Zentimeter Schirmdurchmesser), ihrer Färbung (C. capillata ist dunkelrot bis braun) und der Anzahl der Randtentakeln (C. capillata: 70 bis 150 Stück je Gruppe).

## Lebensweise
Die Tiere ernähren sich von größerem Zooplankton wie zum Beispiel Hydrozoa. Um diese zu fangen, unterbrechen sie ihre Schwimmbewegungen, breiten ihre Randtentakeln wie ein Netz aus und lassen sich im Wasser niedersinken.

## Verbreitung
Blaue Nesselquallen finden sich von Skandinavien bis zum Atlantik, in der Nordsee und Ostsee. Sie sind pelagische Tiere, leben also freischwimmend im offenen Wasser.